# دهیدرواسکوربیک اسید
دهیدرواسکوربیک اسید (به انگلیسی: Dehydroascorbic acid) یک ترکیب شیمیایی با شناسه پاب‌کم ۴۴۰۶۶۷ است. 